# Nodaria arcuata
Nodaria arcuata är en fjärilsart som beskrevs av Alfred Ernest Wileman och West 1930. Nodaria arcuata ingår i släktet Nodaria och familjen nattflyn. Inga underarter finns listade i Catalogue of Life.